# Трувиль-сюр-Мер (кантон)
Трувиль-сюр-Мер (фр. Trouville-sur-Mer) — упраздненный кантон во Франции, находился в регионе Нижняя Нормандия. Департамент кантона — Кальвадос. Входил в состав округа Лизьё. Население кантона на 2006 год составляло 19 973 человек.
Код INSEE кантона 1435. Всего в кантон Трувиль-сюр-Мер входило 9 коммун, из них главной коммуной являлась Трувиль-сюр-Мер.

## Коммуны кантона
- Бенервиль-сюр-Мер — население 491 чел.
- Блонвиль-сюр-Мер — население 1546 чел.
- Довиль — население 3973 чел.
- Сент-Арну — население 910 чел.
- Тук — население 3848 чел.
- Туржевиль — население 922 чел.
- Трувиль-сюр-Мер — население 4992 чел.
- Вилле-сюр-Мер — население 2541 чел.
- Виллервиль — население 750 чел.